# Sudáfrica en la Copa Mundial de Rugby de 2015

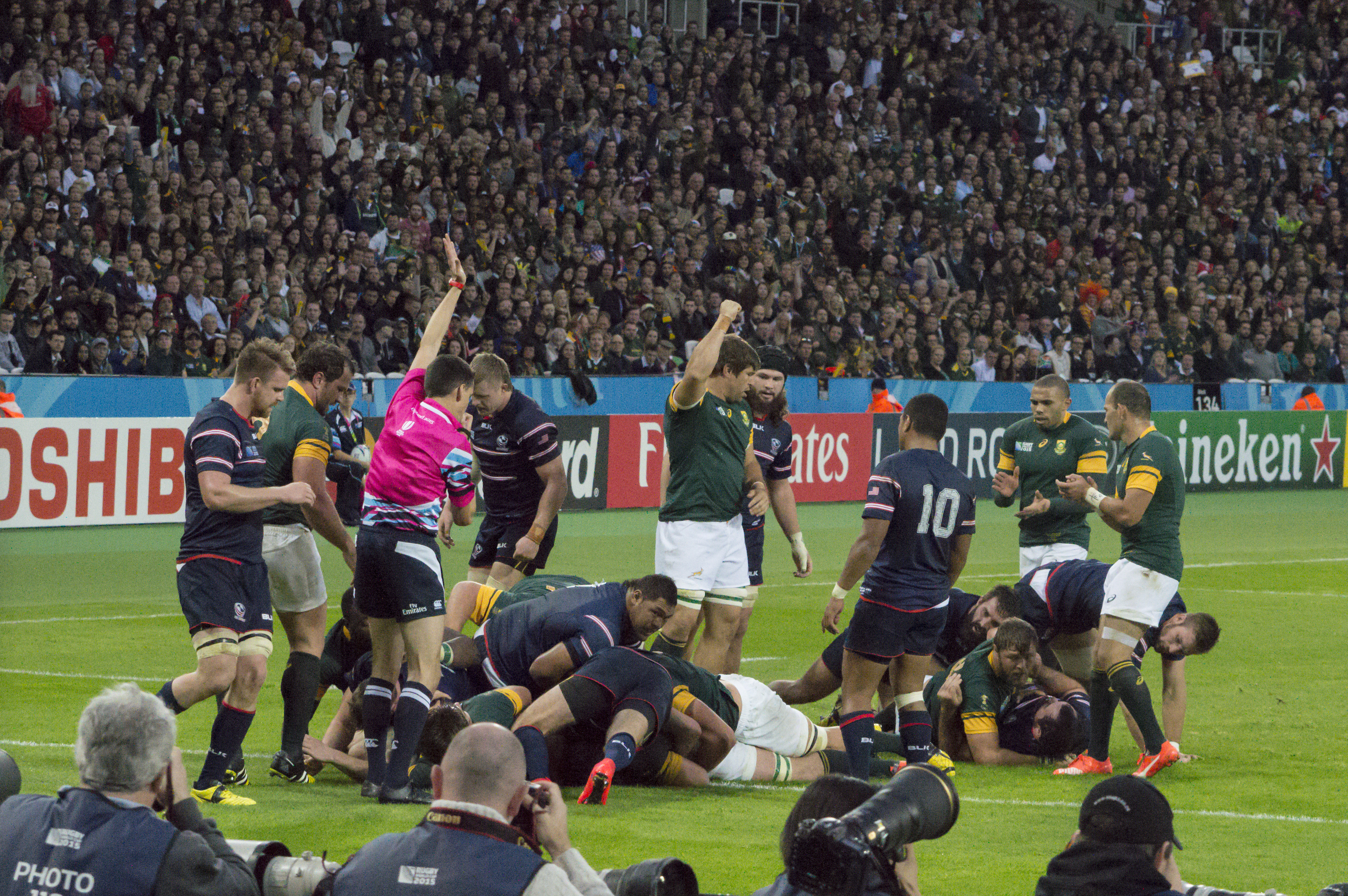
Ante los Estados Unidos.

Los Springboks fueron uno de las 20 naciones participantes de la Copa Mundial de Rugby de 2015, que se realizó por segunda vez en Inglaterra (Reino Unido).
Sudáfrica llegó obligada a alcanzar las semifinales tras su eliminación en cuartos en la edición anterior. Contó con un plantel experimentado y renovado, mostraron un excelente nivel y solo perdieron agónicamente en semifinales, siendo su tercera mejor participación histórica.

## Plantel
El capitán De Villiers se lesionó contra Samoa, fue reemplazado por Serfontein y la capitanía se le otorgó a Du Preez.
|                           | Jugador              | Edad    | Posición      | Tests | Equipo                    |
| ------------------------- | -------------------- | ------- | ------------- | ----- | ------------------------- |
| Hookers y Pilares         |                      |         |               |       |                           |
|                           | Schalk Brits         | 34 años | Hooker        | 8     | Saracens                  |
| 2                         | Bismarck du Plessis  | 31 años | Hooker        | 73    | Montpellier Hérault       |
|                           | Jannie du Plessis    | 32 años | Pilar         | 64    | Montpellier Hérault       |
| 3                         | Frans Malherbe       | 24 años | Pilar         | 6     | Stormers                  |
| 1                         | Tendai Mtawarira     | 30 años | Pilar         | 68    | Sharks                    |
|                           | Trevor Nyakane       | 26 años | Pilar         | 16    | Bulls                     |
|                           | Coenie Oosthuizen    | 26 años | Pilar         | 21    | Cheetahs                  |
|                           | Adriaan Strauss      | 29 años | Hooker        | 48    | Bulls                     |
| Segundas líneas           |                      |         |               |       |                           |
| 5                         | Lood de Jager        | 24 años | Segunda línea | 12    | Cheetahs                  |
|                           | Pieter-Steph du Toit | 23 años | Segunda línea | 4     | Sharks                    |
| 4                         | Eben Etzebeth        | 24 años | Segunda línea | 37    | Stormers                  |
|                           | Victor Matfield      | 38 años | Segunda línea | 123   | Northampton Saints        |
| Alas y Octavos            |                      |         |               |       |                           |
|                           | Willem Alberts       | 31 años | Octavo        | 33    | Stade Français Paris      |
| 7                         | Schalk Burger        | 32 años | Ala           | 79    | Stormers                  |
|                           | Siya Kolisi          | 24 años | Ala           | 11    | Stormers                  |
| 6                         | Francois Louw        | 30 años | Ala           | 36    | Bath Rugby                |
| 8                         | Duane Vermeulen      | 25 años | Octavo        | 29    | Rugby-Club Toulonnais     |
| Medios scrum              |                      |         |               |       |                           |
| 9                         | Fourie du Preez      | 33 años | Medio scrum   | 70    | Suntory Sungoliath        |
|                           | Rudy Paige           | 26 años | Medio scrum   | 0     | Bulls                     |
|                           | Ruan Pienaar         | 31 años | Medio scrum   | 84    | Ulster Rugby              |
| Aperturas y Centros       |                      |         |               |       |                           |
| 12                        | Damian de Allende    | 23 años | Centro        | 7     | Kintetsu Liners           |
|                           | Jean de Villiers     | 34 años | Centro        | 107   | Stormers                  |
| 13                        | Jesse Kriel          | 21 años | Centro        | 4     | NTT DoCoMo Red Hurricanes |
|                           | Patrick Lambie       | 25 años | Apertura      | 44    | Sharks                    |
|                           | Morné Steyn          | 31 años | Apertura      | 59    | Stade Français Paris      |
| 10                        | Handré Pollard       | 21 años | Apertura      | 13    | NTT DoCoMo Red Hurricanes |
|                           | Jan Serfontein       | 22 años | Centro        | 21    | Bulls                     |
| Fullbacks y Wings         |                      |         |               |       |                           |
| 11                        | Bryan Habana         | 32 años | Wing          | 110   | Rugby-Club Toulonnais     |
|                           | Zane Kirchner        | 31 años | Fullback      | 30    | Leinster Rugby            |
| 15                        | Willie le Roux       | 26 años | Fullback      | 28    | Canon Eagles              |
|                           | Lwazi Mvovo          | 29 años | Wing          | 13    | Sharks                    |
| 14                        | JP Pietersen         | 29 años | Wing          | 60    | Panasonic Wild Knights    |
| Entrenador: Heyneke Meyer |                      |         |               |       |                           |

## Participación
Sudáfrica integró el grupo B con las Águilas, Japón, el XV del Cardo y Samoa. Ganó la zona ganando tres partidos.
En el partido de estreno, se produjo una de las mayores sorpresas en la historia del rugby; cuando los asiáticos vencieron por primera vez a los Springboks. Hasta entonces los nipones jamás habían representado una amenaza para cualquier seleccionado, en un mundial.

### Fase final
En cuartos enfrentaron a los Dragones rojos del entrenador neozelandés Warren Gatland, Gethin Jenkins, Alun Wyn Jones, el capitán Sam Warburton y Jamie Roberts. En un parejo encuentro, los sudafricanos vencieron por dos penales de Pollard.
Las semifinales los cruzó a los All Blacks en el segundo clásico más importante de la historia, luego de la final de 1995. Nueva Zelanda formó a Owen Franks, Sam Whitelock, el capitán Richie McCaw, Dan Carter y Julian Savea, los experimentados kiwis ganaron por dos puntos aunque con dos tries y no recibieron ninguno.

### Tercer puesto
El partido consuelo sucedió ante los Pumas, que venían de eliminar a Irlanda y habían perdido contra los Wallabies, representados por Juan Figallo, Juan Fernández Lobbe, el capitán Nicolás Sánchez, Jerónimo de la Fuente y Horacio Agulla. Los sudafricanos ganaron cómodamente.

## Legado
La derrota ante Japón fue considerada la mayor sorpresa en la historia de los mundiales, pues en aquel entonces los japoneses no eran la potencia de hoy.
Meyer intentó permanecer en su cargo, pero las Uniones provinciales se negaron ante la South Africa Rugby y terminó renunciando en diciembre.
Fue el último mundial para los hermanos Du Plessis, Matfield, Burger, Du Preez, Pienaar, Habana, De Villiers y Pietersen, todos ellos campeones en 2007. Mientras que Lambie y Steyn tampoco volvieron a otra copa del mundo.